# Antenor-Kore

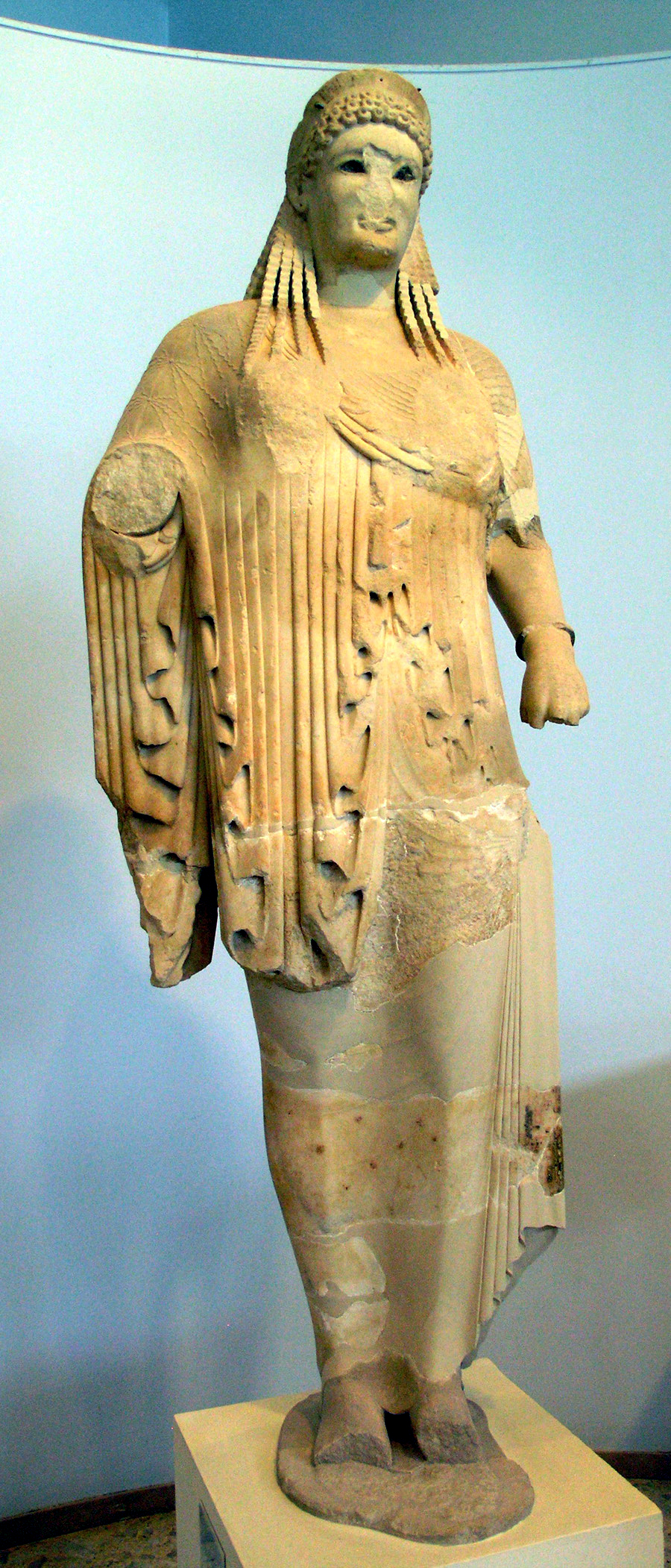
Antenor-Kore

Die sogenannte Antenor-Kore ist eine spätarchaische Mädchenstatue (Kore) aus parischem Marmor, die um 530/520 v. Chr. geschaffen wurde.
Die Statue wurde in mehreren Fragmenten bei Ausgrabungen auf der Athener Akropolis im sogenannten Perserschutt gefunden. Östlich des Parthenons wurden 1882 der untere Teil und der linke Arm ausgegraben, 1886 entdeckte man westlich des Erechteions das Oberteil. Ergänzt sind Teile der Unterschenkel. Das Gesicht, insbesondere die Nase, ist beschädigt. Ebenso fehlt der rechte Unterarm. Die Vorderfüße auf der Plinthe fehlen ebenfalls. Die Kore wurde ursprünglich im Athena-Heiligtum auf der Akropolis aufgestellt und befindet sich heute im Akropolismuseum. Die Statue hat eine Höhe von 201 cm ohne Plinthe.
Zu den Funden der damaligen Ausgrabungen gehörten auch Fragmente einer Statuenbasis aus pentelischem Marmor in Form eines Pfeilerkapitells. Statue und Basis wurden erstmals von Franz Studniczka als zusammengehörig betrachtet, was sich weitestgehend durchgesetzt hat. Doch wurden auch Zweifel an dieser Zuweisung laut. Die auf der Basis angebrachte Inschrift nennt neben dem Stifter Nearchos den ausführenden Bildhauer Antenor und dessen Vater Eumares. Sie lautet:
Νέαρχος ἀνέθεκεν̣ [ℎο κεραμε]-
ὺς ἔργον ἀπαρχὲν τ̣ἀθ[εναίαι].
Ἀντένορ ἐπ[οίεσεν ℎ]-
ο Εὐμάρος τ[ὸ ἄγαλμα]
Die erhaltene Endung υς der zweiten Zeile wird allgemein zu κεραμεύς („Töpfer“) ergänzt und der Stifter mit dem bekannten Töpfer Nearchos aus dem 2. Viertel des 6. Jahrhunderts v. Chr. oder einem anderen Töpfer des Namens, möglicherweise einen Sohn oder Enkel des bekannten Nearchos, identifiziert. Verschiedentlich wurde infrage gestellt, ob ein einfacher Handwerker Stifter einer solchen Votivstatue gewesen sein konnte, und es wurden abweichende Ergänzungen der Inschrift vorgeschlagen. Auf der anderen Seite war es im 6. Jahrhundert v. Chr. durchaus möglich, durch handwerkliche Tätigkeiten bescheidenen Reichtum zu erlangen, und es sind weitere Stiftungen von Töpfern und Vasenmalern von der Akropolis bekannt.
Die Kore trägt brustlanges Haar, das zum Teil nicht mehr erhalten ist. Das Stirnhaar ist mit Buckellocken wiedergegeben, während das Haupthaar in sich auffächernden Strähnen über die Schulter und grade über den Rücken fällt. Haupt- und Stirnhaar sind durch ein Diadem getrennt. Die Skulptur ist wie alle archaischen Koren nicht nur streng axial aufgebaut, sondern blickt auch frontal auf den Betrachter. Sie ist mit Chiton und Himation bekleidet. Letzteres ist über den linken Arm gelegt und scheint von Fibeln an der Oberseite zusammengehalten zu werden, an der Unterseite wirft es Omega-Falten. Mit der linken Hand rafft die Dargestellt den Chiton, wodurch charakteristische Falten entstehen. Auffällig sind die leeren Augenhöhlen, die auf Einlagen aus anderem Material, wohl Glas, schließen lassen – ein eher seltenes Verfahren bei Marmorstatuen dieser Zeitstellung.